# Cape Possession
Cape Possession (englisch für Kap der Inbesitznahme, spanisch Cabo Posesión) ist ein Kap, das den westlichen Ausläufer von Chanticleer Island im Palmer-Archipel nordwestlich der Antarktischen Halbinsel bildet.
Der britische Polarreisende Henry Foster benannte es, nachdem er im Zuge der Fahrt mit der HMS Chanticleer (1827–1831) hier am 7. Januar 1829 angelandet war.